# Josep Nonó
Josep Nonó (Sant Joan de les Abadesses, Girona, 31 de desembre de 1776 – Aranda de Duero, Burgos, 31 de desembre de 1845) fou un pedagog i compositor català.
Segons Saldoni, el 1802 va arribar a Madrid com a mestre compositor de la casa del duc d'Osuna, i per a aquest va compondre unes 30 òperes. El 1805 fou nomenat compositor de la reial cambra, continuant en aquest càrrec durant el regnat de Ferran VII. Va escriure molta música per a la cort, però tan sols algunes peces s'han identificat en les biblioteques del Palau Reial i el Reial Conservatori, i entre les seves composicions religioses hi figura un Te Deum per a dos cors i cinc veus, corda i vent. Aquest compositor se'l considera el fundador del Conservatori de Madrid on exercí durant uns anys com a director.
Nonó deixà un important llegat teòric a través de diferents tractats. El 15 de juny de 1814 Escuela completa de música, tractat sobre els fonaments de l'harmonia basat en les teories de Rameau i dedicat a Ferran VII.
El 1816 va presentar al rei la seva Escola completa de música i al mateix temps va demanar permís per obrir a Madrid un conservatori de música "igual que els millor conservatoris d'Itàlia": es tractaria d'una escola de música teòrica i pràctica, amb l'objectiu de conservar la música amb tota la seva puresa i propagar-la per tot el regne, sigui titulada Conservatori de Música" (Madrid, Arxiu Històric Nacional, Consells, 11.415). En una ordre reial del 28 de novembre de 1816 el rei li va concedir el permís per obrir el conservatori, però el va avisar que no podia ajudar-lo amb fons.
El 1821 publicà un Mètode de piano i el 1829, el Gran mapa harmònic, diagrama d'acords dedicats a l'infant Francesc de Paula.